# Pseudothyridium menieri
Pseudothyridium menieri är en skalbaggsart som beskrevs av Soula 2002. Pseudothyridium menieri ingår i släktet Pseudothyridium och familjen Rutelidae. Inga underarter finns listade i Catalogue of Life.